# Ohuz

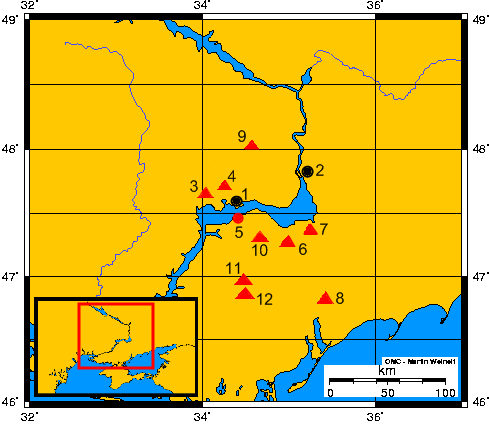
Stolica Scytów Grodzisko Kamjanśke i tzw. królewskie kurhany scytyjskie nad dolnym Dnieprem:
1) Nikopol (współczesne miasto)
2) Zaporoże (współczesne miasto)
3) Towsta Mogiła (kurhan)
4) Czortomłyk (kurhan)
5) Grodzisko Kamjanśke
6) Sołocha (kurhan)
7) Gajmanowa Mogiła (kurhan)
8) Kurhan Melitopolski
9) Kurhan Aleksandropolski
10) Wełyka Cymbałka (kurhan)
11) Kozieł (kurhan)
12) Ohuz (kurhan)

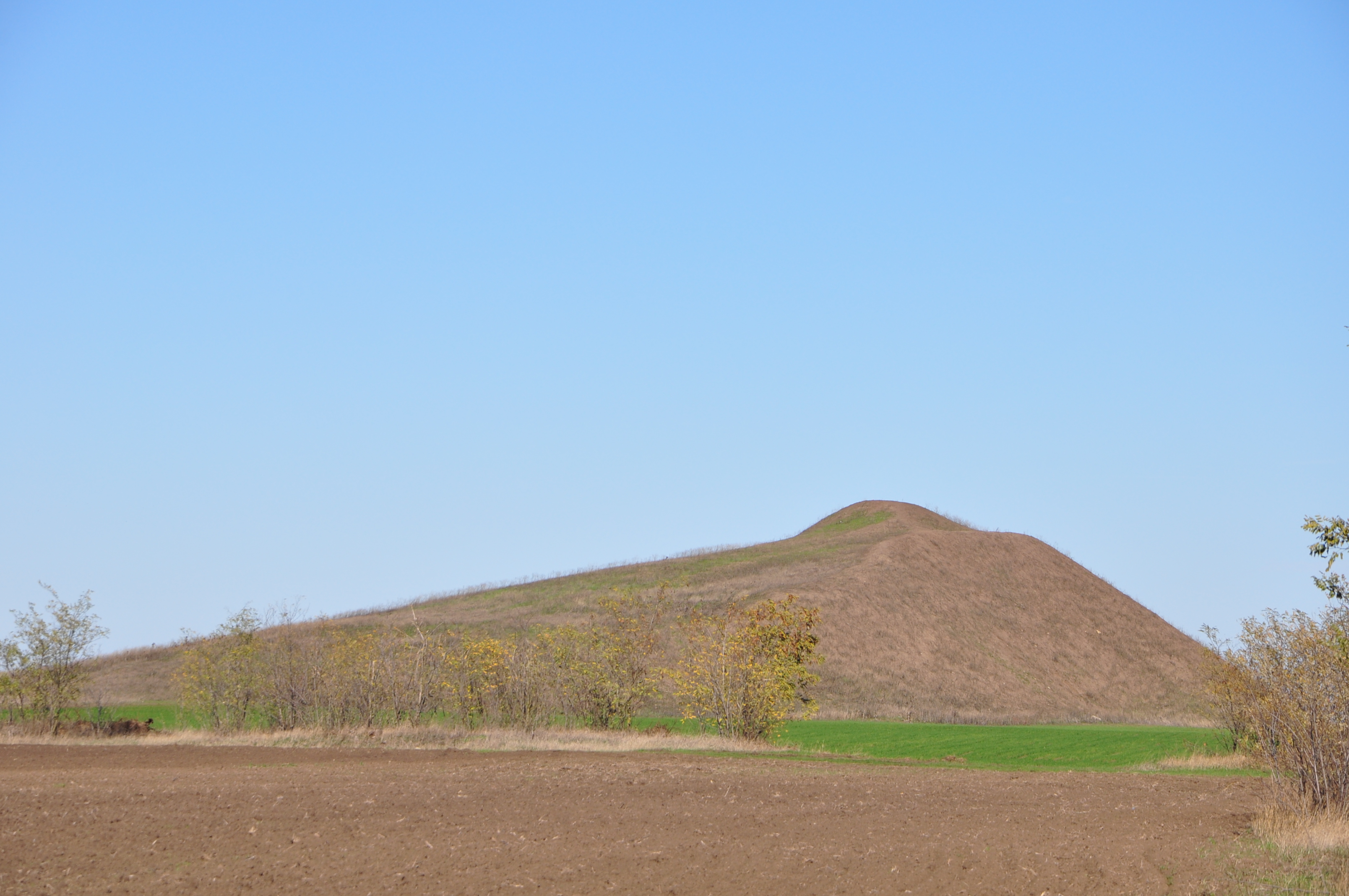
Kurhan Ohuz

Ohuz (ukr. Огуз) – kurhan scytyjski z IV wieku p.n.e., położony koło miejscowości Niżni Sigorozi, w chersońskim obwodzie Ukrainy. Zaliczany jest do tzw. królewskich kurhanów scytyjskich, zawierających pochówki władców i członków ich rodzin.

## Wymiary
Pod względem objętości kurhan ten jest największym kurhanem Europy Wschodniej. Jego pierwotna wysokość wynosiła 20 m, średnica – 130 m, a objętość całkowita – 117 000 m3. Dromos prowadzący do komory grobowej ma długość 36 m. Objętość podziemnych pomieszczeń grobowych wynosi 1750 m³.

## Konstrukcja
Do jego budowy użyto materiałów miejscowych, jak i przywiezionych z dalszych okolic, w tym znad brzegu Dniepru (3000 m³ bloków wapiennych) i wybrzeża Morza Azowskiego (250 m³ trawy morskiej).
Jego konstrukcja łączy w sobie cechy scytyjskie (rozbudowane podziemne pomieszczenia grobowe, pochówki koni, rów okrążający nasyp) i greckie (kamienna komora grobowa, długi dromos, drewniane sarkofagi). Centralną część kurhanu zajmuje kamienna komora grobowa będąca dziełem mistrzów greckich (bosporańskich). W swoich założeniach podobna jest do komór kurhanów bosporańskich, m.in. kurhanu Królewskiego, gdyż wyłożona wzajemnie na siebie zachodzącymi blokami kamiennymi, tworzącymi sklepienie pozorne.

## Znaleziska
W grobowcu odnaleziono liczne egzemplarze złotej uprzęży i siodła z ozdobami całkowicie ze złota, bez dodatku innych metali, używanymi wyłącznie przez władców scytyjskich. Przypuszcza się, że kurhan mógł być miejscem pochówku jednego z synów scytyjskiego władcy Ateasa.

## Wykopaliska
Wykopaliska w kurhanie były prowadzone na przełomie XIX i XX wieku oraz w latach osiemdziesiątych XX wieku.